# Kathedrale Santa Maria di Castello

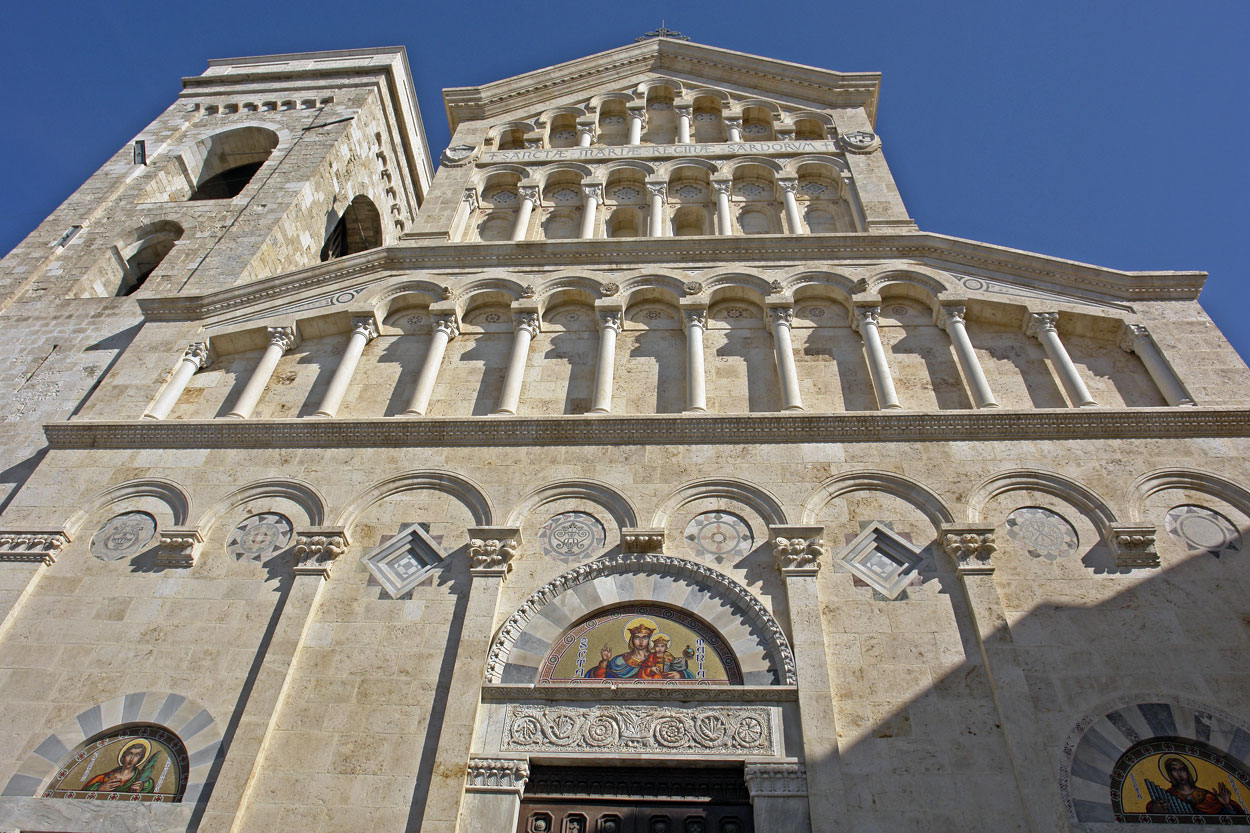
Fassade der Kathedrale

Der Dom von Cagliari, offiziell die Kathedrale Santa Maria Assunta e di Santa Cecilia, ist das wichtigste Gotteshaus in Cagliari, Mutterkirche der gleichnamigen Erzdiözese und Pfarrkirche des historischen Stadtteils Castello.
Die Kirche ist eine Mischung aus verschiedenen Kunststilen und birgt sieben Jahrhunderte Geschichte der Stadt Cagliari. Sie wurde im 13. Jahrhundert im pisanischen romanischen Stil erbaut und 1258 in den Rang einer Kathedrale erhoben. Als Cagliari die Hauptstadt des Königreichs Sardinien war, wurden die Vertreter der drei Stamenti (Arme des sardischen Parlaments) hier vereidigt. Im 17. und 18. Jahrhundert wurde das Gotteshaus im Barockstil renoviert. In den 1930er Jahren wurde die heutige neoromanische Fassade nach dem Vorbild der Fassade des Doms von Pisa errichtet.
Die Kathedrale ist nicht nur ein wichtiger Ort für den katholischen Gottesdienst, wo die wichtigsten liturgischen Feiern des Jahres unter dem Vorsitz des Erzbischofs stattfinden, sondern auch eines der bekanntesten und meistbesuchten Bauwerke Cagliaris.

## Geschichte
Die Kirche wurde zuerst von den Pisanern errichtet, die sie innerhalb der Mauern ihrer Festung Castel di Castro bauten.
Wahrscheinlich wurde die Kirche Sancte Marie de Castello bereits 1217 gegründet (als die Pisaner sich auf dem Hügel von Castello niederließen). Die erste Erwähnung der Kirche stammt aus dem Jahr 1254. Diese ursprüngliche Kirche in romanischer Form hatte einen rechteckigen Grundriss, der durch Säulen in drei Schiffe unterteilt war, mit einem Kreuzrippengewölbe auf den beiden Seitenschiffen und einem Holzdach auf dem Hauptschiff, und war wie der Dom von Pisa der Heiligen Maria Himmelfahrt geweiht.
Im Jahr 1258, nach der Zerstörung der Gerichtshauptstadt Santa Igia und der Kathedrale Santa Cecilia durch die Pisaner, wurde die Kirche Santa Maria di Castello zur Kathedrale der Diözese Cagliari erhoben, wobei zur Widmung die Verehrung der Hl. Cecilia hinzugefügt wurde.
Zu Beginn des 14. Jahrhunderts wurde das Querschiff gebaut, wodurch der Grundriss der Kirche die Form eines lateinischen Kreuzes erhielt, sowie die beiden Seitentüren. Außerdem wurde an der Fassade ein gotisches Sprossenfenster eingefügt und Arbeiten am Glockenturm durchgeführt. Der Bau der ersten Kapelle im Stil der italienischen Gotik, die in den linken Arm des Querschiffs eingefügt wurde, geht auf die ersten beiden Jahrzehnte des 14. Jahrhunderts zurück.
Nach der Eroberung von Cagliari durch die Aragonier wurde das rechte Querschiff fertiggestellt und weitere Kapellen gebaut, von denen nur die „Sacra Spina“ (auch „Aragonesische Kapelle“ genannt) erhalten geblieben ist.
Im Jahr 1618 wurden die Arbeiten abgeschlossen, und Erzbischof Francisco Desquivel ließ das Presbyterium errichten, um den Schrein der Märtyrer zu bauen. Am 22. November 1669 (dem Festtag der Heiligen Cäcilia) veranlasste ein anderer Bischof, Pietro Vico, den Umbau des Innenraums und der Fassade im Barockstil und beauftragte Domenico Spotorno mit der Leitung der Arbeiten.
Bei der Renovierung, die bis 1704 dauerte, wurde die ursprüngliche romanische Kirche fast vollständig zerstört: 1702 wurde die Fassade vom Architekten Pietro Fossati im Barockstil neu gestaltet, der Fußboden wurde durch Marmorintarsien ersetzt, Kalksteinpfeiler traten an die Stelle der romanischen Säulen, eine Kuppel wurde an der Kreuzung von Kirchenschiff und Querschiff errichtet und die gotischen Kapellen im Querschiff wurden zugemauert. An ihrer Stelle wurden die Gräber der Erzbischöfe Machin und La Cabra errichtet.
Zu Beginn des 20. Jahrhunderts wurde die desolate barocke Fassade nach der Ablösung einiger Marmorelemente abgerissen. Die Kathedrale blieb etwa zwanzig Jahre lang ohne Fassade, bis 1930 die heutige neuromanische Fassade im pisanischen Stil unter Verwendung von „pietra forte“, einem Kalkstein aus dem Bonaria-Hügel, und Skulpturenfragmenten aus der ursprünglichen Kirche errichtet wurde. Das Projekt wurde nach einem Entwurf des Architekten Francesco Giarrizzo realisiert.
Im Jahr 1999 wurden die Kuppel, das Dach und der Glockenturm restauriert.

## Das Viertel
Die Kathedrale von Cagliari befindet sich im mittelalterlichen Viertel Castello, im befestigten Herzen des historischen Zentrums der sardischen Stadt.
Das Castello war vom 13. bis zum Ende des 19. Jahrhunderts jenes Viertel, in dem neben den höchsten zivilen, militärischen und religiösen Behörden auch der Adel von Cagliari residierte. Im Gegensatz zu den Adligen mussten diejenigen, die sich zum Schloss begaben, wie die Handwerker, die in den Werkstätten des Viertels arbeiteten, nachts in ihre Häuser in den anderen Vierteln der Stadt, nämlich Stampace, Marina und Villanova, zurückzukehren, bevor die Tore des Castello geschlossen wurden.

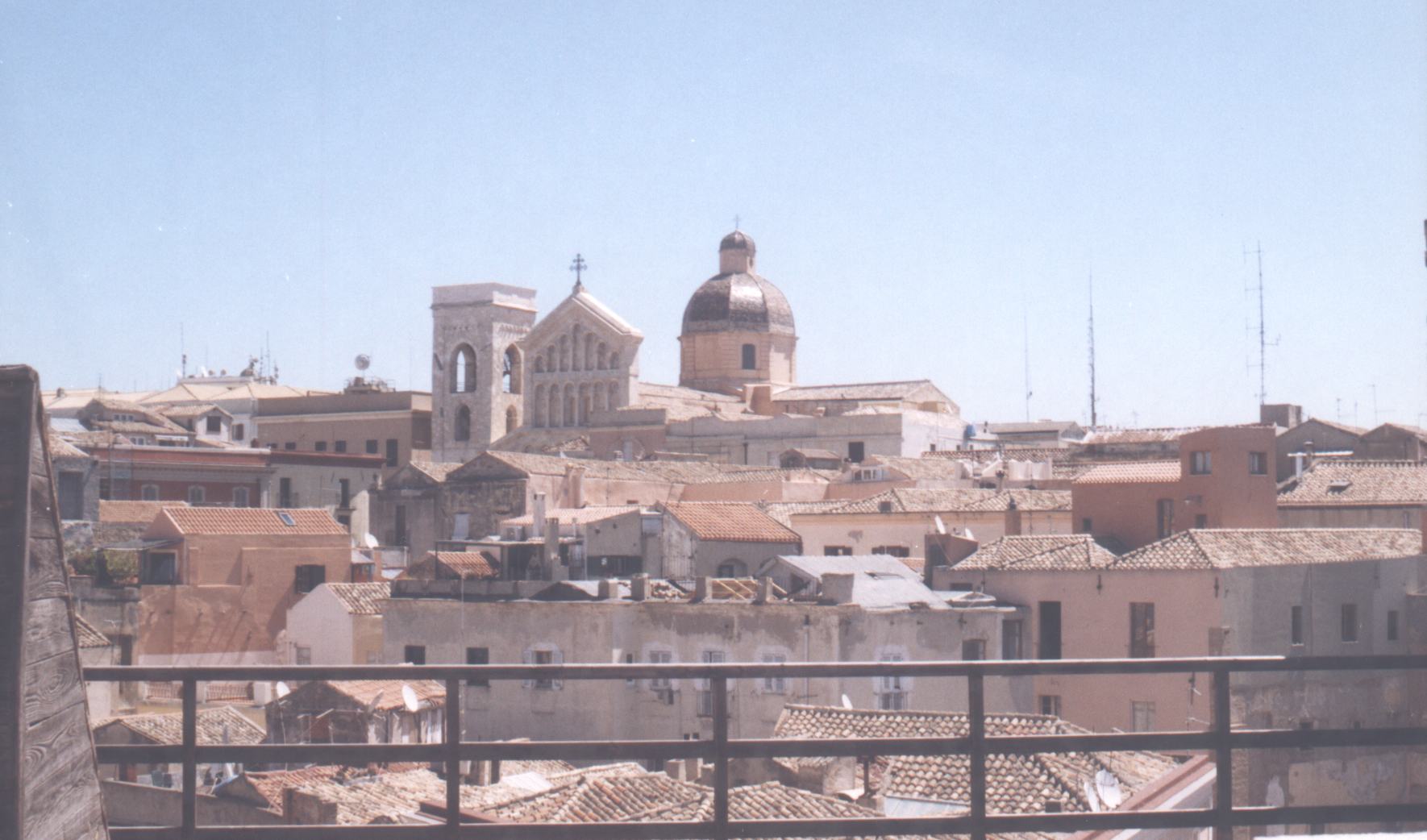
Die Kathedrale vom Torre dell’Elefante aus

Nach einer langen Zeit der Vernachlässigung und des Leerstands erwacht das Castello nun langsam wieder zum Leben, und zwar durch zahlreiche Eingriffe zur Wiederherstellung, Restaurierung und Verschönerung der alten Paläste, Kirchen, Straßen und Plätze.

Die Kathedrale steht auf der weitläufigen Piazza Palazzo, die auch vom Palazzo Reale überragt wird, in dem heute die Büros der Präfektur der Metropolitanstadt Cagliari untergebracht sind, sowie vom alten Rathaus.

## Beschreibung

### Außen
Der Sakralbau kündigt sich schon von weitem durch seine hohe achteckige Kuppel an, die zusammen mit dem Profil des Turms von San Pancrazio aus dem 14. Jahrhundert und dem Torre dell’Elefante (dt. Elefantenturm) die Silhouette von Castello unverwechselbar macht.
Hervorstechend ist die Hauptfassade (1933), wie bereits erwähnt im neoromanischen Stil. Im unteren Teil der Fassade, der durch Lisene und Bogenfriese hervorgehoben wird, befinden sich drei Portale mit Architraven und Rundbögen. Der Architrav des mittleren Portals ist im romanischen Stil gehalten und mit floralen Motiven verziert, während die Lünette darüber ein Mosaik mit der Darstellung der Theotókos aufweist.
Die Lünetten über den Seitenportalen zeigen, ebenfalls in Mosaik, links den heiligen Saturninus, Märtyrer und Schutzpatron von Cagliari, mit einer Palme in der Hand, und rechts die heilige Cäcilia, Märtyrerin und Mitpatronin des Doms, mit ihrem Symbol, der Orgel.
Im oberen Teil erstreckt sich die Fassade über drei Ebenen und ist mit falschen Loggien verziert, die aus romanischen Bögen bestehen, die von schlanken Säulen getragen werden. Über der Zwischenloggia ist die lateinische Widmungsinschrift zu lesen: Sanctae Mariae Reginae Sardorum (der Heiligen Maria, Königin der Sarden).
Die Fassade wird von einem imposanten Glockenturm flankiert, der auf ein romanisches pisanisches Gebäude aus dem 13. Jahrhundert zurückgeht und einen quadratischen Turm mit hängenden Bögen an der Spitze besitzt.
Die Seitenansichten der beiden Arme des Querschiffs mit ihren jeweiligen Portalen gehören zur Bauphase der ersten beiden Jahrzehnte des 14. Jahrhunderts, in der der Übergang vom ursprünglichen pisanisch-romanischen Stil zum neuen gotischen Zeitgeist deutlich zu erkennen ist. Das Portal des nördlichen Arm ist nämlich typisch romanisch, während das Portal des südlichen Arms bereits gotisch und aufwändiger ist und mit dem Fragment eines römischen Sarkophags und einer Skulptur der Madonna mit Kind (14. Jahrhundert) aus der toskanischen Schule verziert ist.

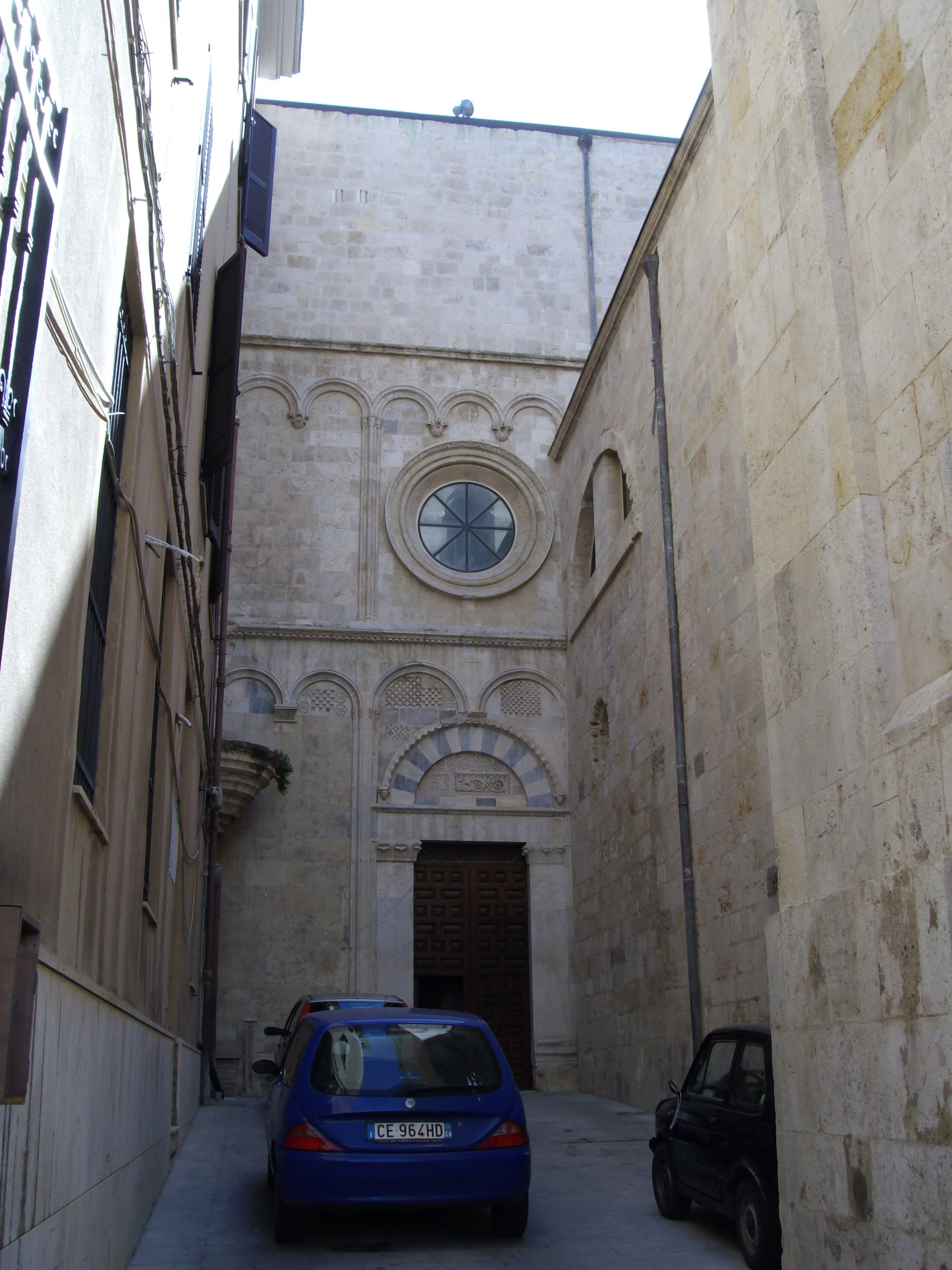
Ansicht auf den linken Arm des Querschiffs (14. Jahrhundert)
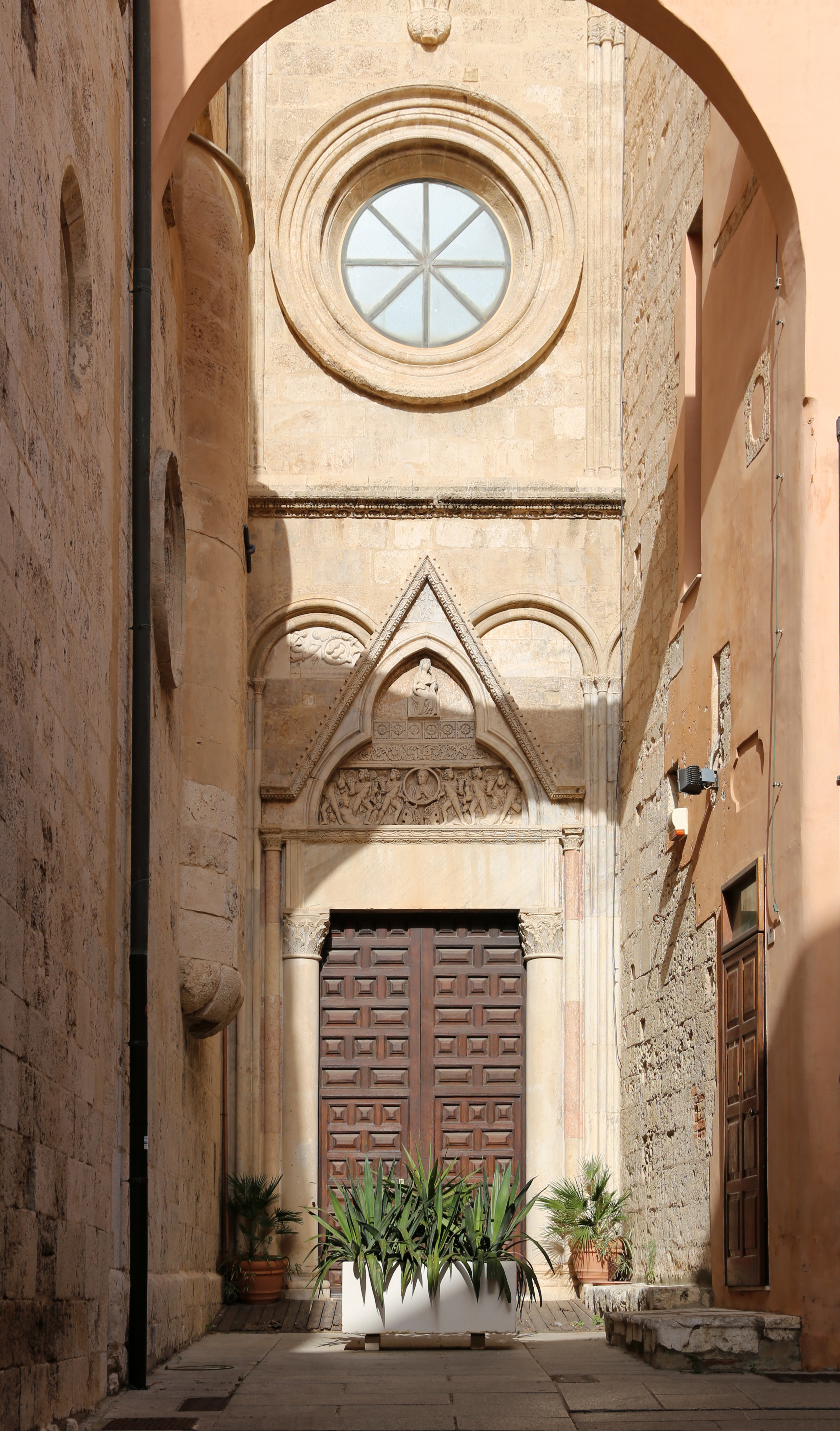
Ansicht auf den rechten Arm des Querschiffs (14. Jahrhundert)

### Innen

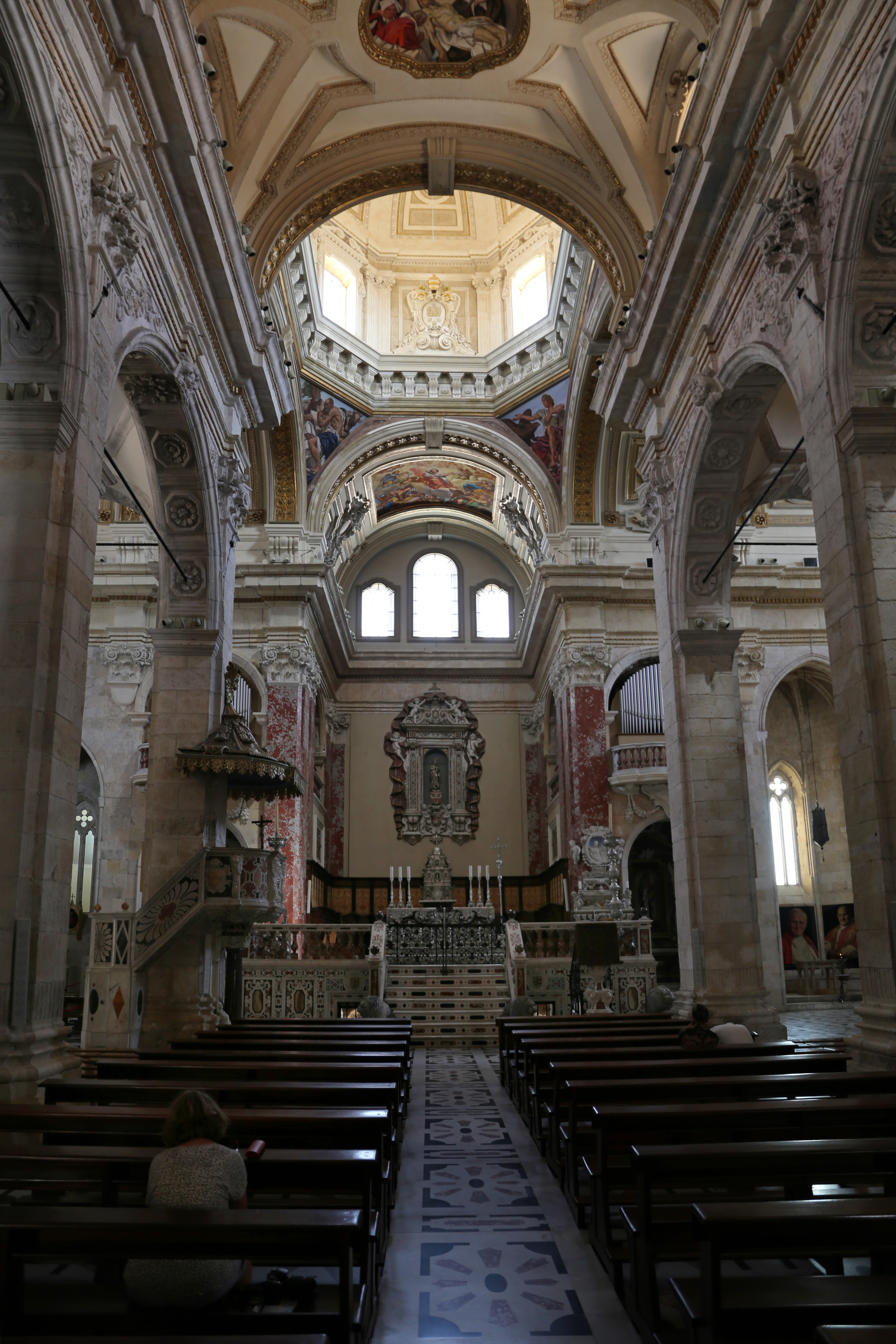
Das Innere des Domes

Das Innere der Kirche mit dem Grundriss eines lateinischen Kreuzes besteht aus drei Schiffen mit einem Querschiff und Seitenkapellen, von denen sich jeweils drei in die beiden Seitenschiffe und vier in das Querschiff befinden.
Am Eingang stehen zwei Weihwasserbecken aus dem 17. Jahrhundert.

Der Fußboden, der 1956 nach dem ursprünglichen Muster aus dem 17. Jahrhundert erneuert wurde, besteht aus polychromem Marmor.
Das Gewölbe des Kirchenschiffs zeigt die Kreuzerhöhung, die Geschichten über die Verbreitung des Glaubens auf Sardinien und die Pietà von Filippo Figari (1885–1975).

#### Kanzel von Guglielmo

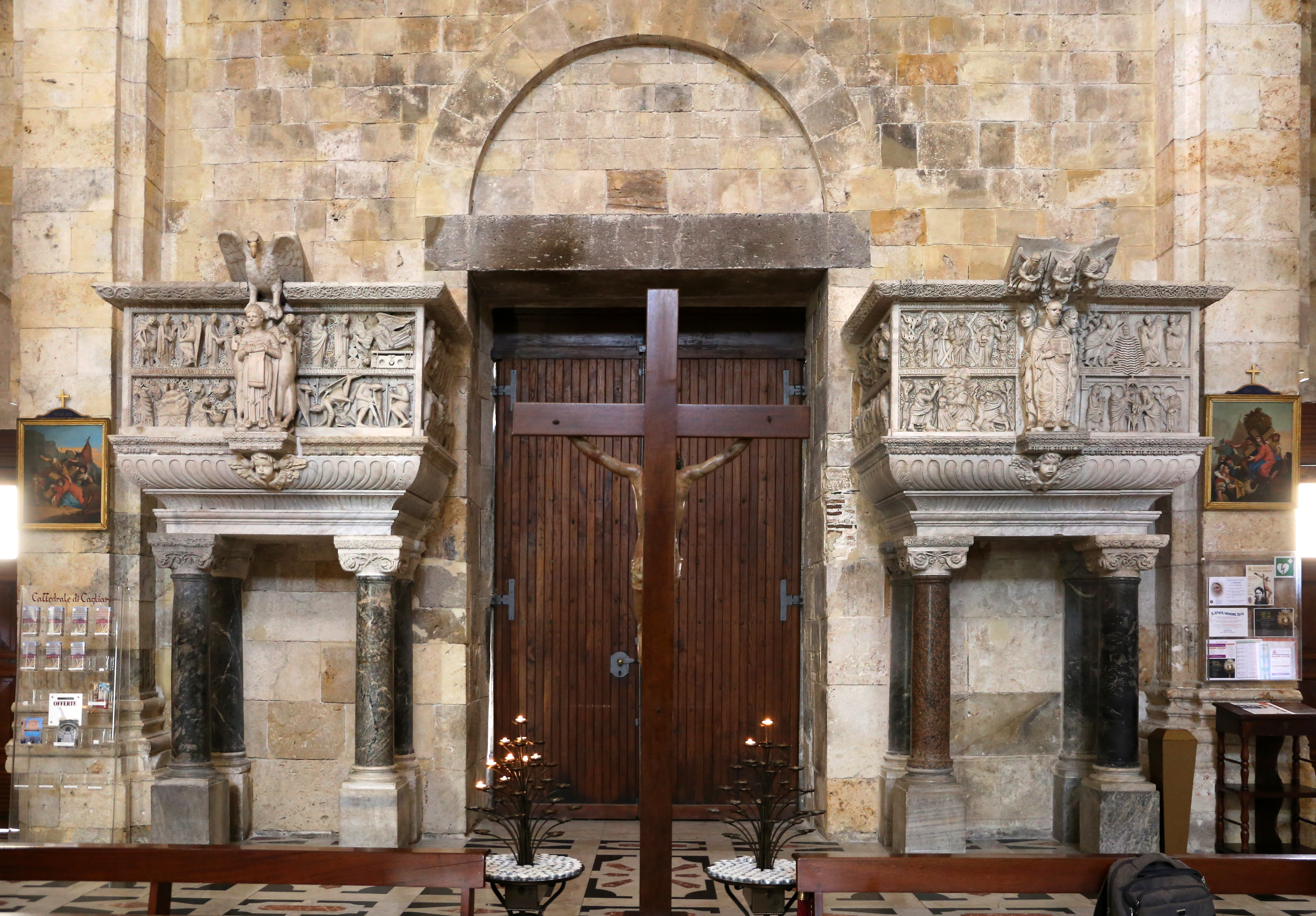
Kanzeln

Zu beiden Seiten des zentralen Portals befinden sich zwei Kanzeln, die von einem einzigen Ambo abgeleitet sind (1158 in Auftrag gegeben und 1162 vollendet), einem Werk von Guglielmo für den Dom von Pisa.
Im Jahr 1312 wurde der Ambo in der Kathedrale von Cagliari aufgestellt. Ursprünglich befand sie sich auf der rechten Seite des Kirchenschiffs in der Nähe der dritten Säule.
Bei der Renovierung im Jahr 1669 wurde der Ambo entfernt und geteilt. Die beiden Kanzeln wurden an ihren heutigen Standort versetzt. Vor der Teilung wurde die Kanzel von sieben Säulen getragen, von denen vier auf den vier Löwen ruhten, die heute am Fuß des Altarraums stehen.

#### Kapellen des rechten Seitenschiffs

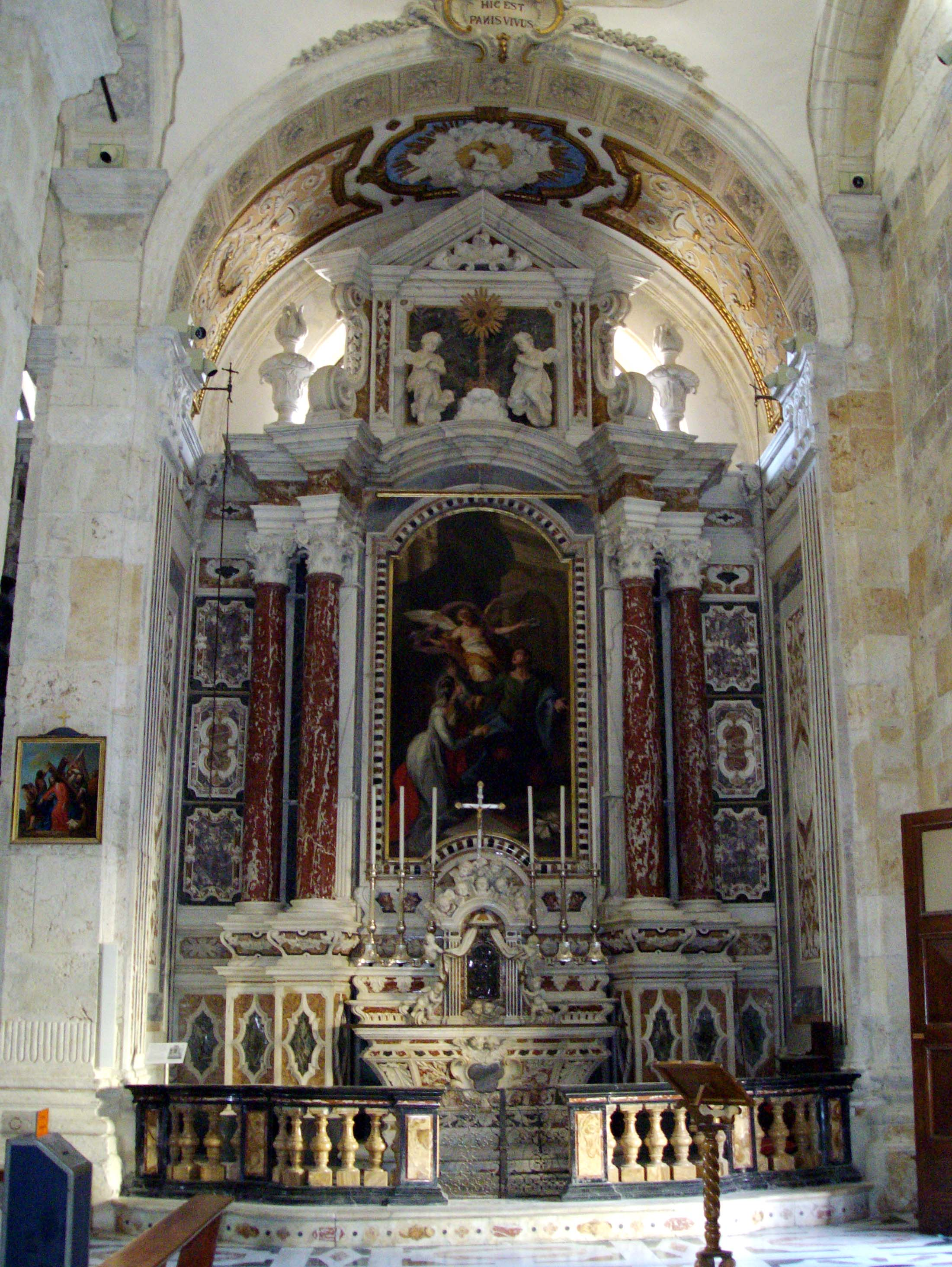
Kapelle der Hl. Cecilia
Sie ist der Heiligen Cäcilie, der Schutzpatronin der Kathedrale, gewidmet und im piemontesischen Barockstil gehalten. In der Mitte befindet sich ein Gemälde von Pietro Angeletti, das die Mystische Hochzeit der Heiligen Cäcilia mit dem Heiligen Valerian darstellt. Auf dem Tabernakel aus geprägtem Silber befindet sich eine Darstellung des Abendmahls in Emmaus, die Lorenzo Lavy zugeschrieben wird.
Kapelle der Madonna des Hl. Eusebius
Sie wird auch Kapelle der Schwarzen Madonna genannt, da sich hier eine Madonnenstatue befindet, von der traditionell angenommen wird, dass sie mit der Statue in der Wallfahrtskirche von Oropa verwandt ist, da sie vom Heiligen Eusebius, einem Sarden und Bischof von Vercelli, bei seiner Rückkehr aus dem Exil in Palästina im Jahr 362 mitgebracht wurde (die dritte in der Serie ist Crea). In Wirklichkeit ist die Madonna nicht schwarz, sondern aus bemaltem und vergoldetem Holz und ist vermutlich ein venezianisches Werk aus der zweiten Hälfte des 14. Jahrhunderts.
Kapelle des Hl. Michael
Auf dem Marmoraltar zwischen zwei gedrehten Säulenpaaren befindet sich eine Skulptur des Heiligen Michael, der die abtrünnigen Engel vertreibt, ein Werk von Giuseppe Maria Mazzetti aus dem 18. Jahrhundert. An den Seiten befinden sich zwei Statuen, die den Evangelisten Johannes und den Propheten Jesaia darstellen. Es wurde 1939 restauriert.

#### Kapellen des linken Seitenschiffs

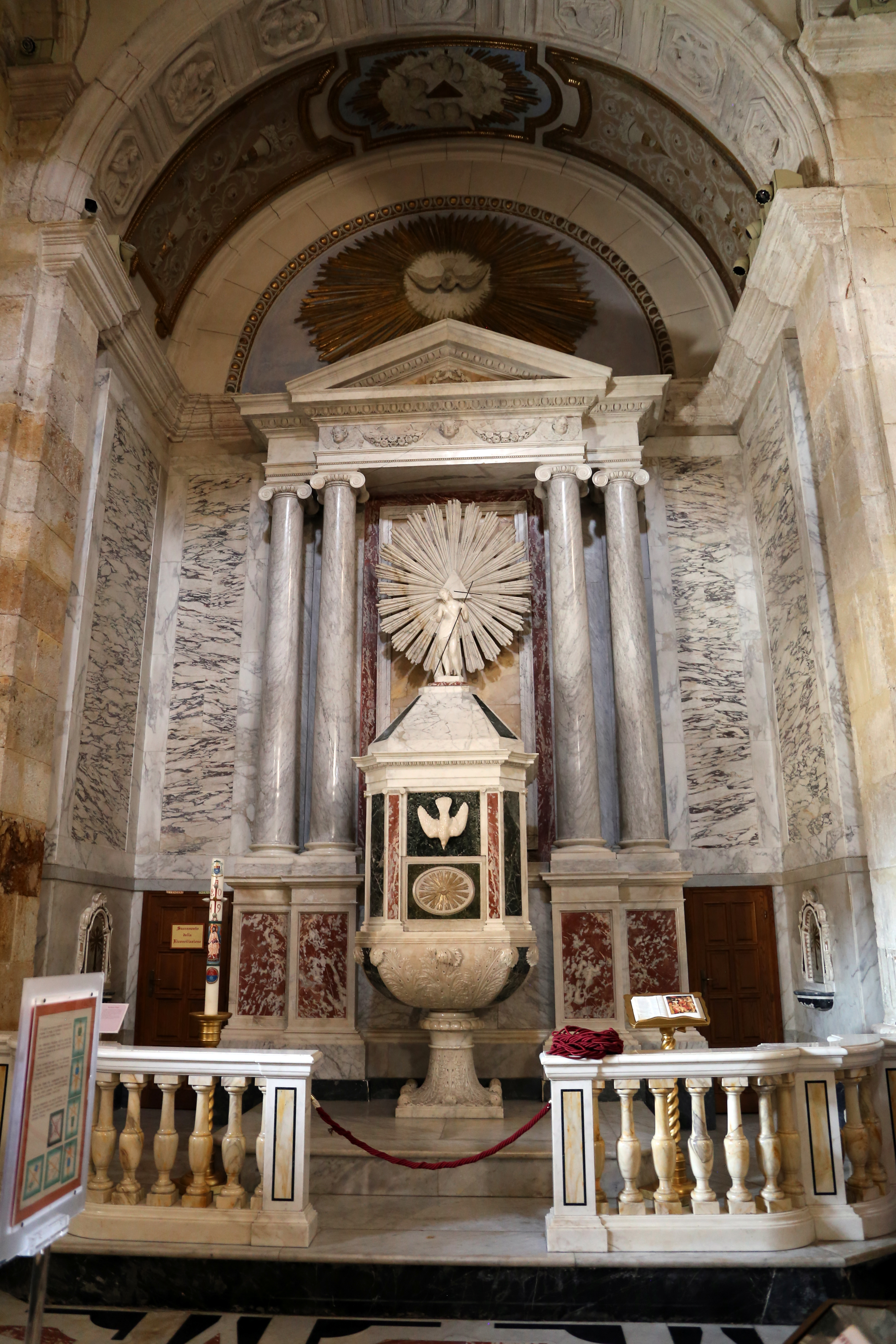
Taufkapelle
Sie wurde von Domenico Spotorno erbaut (der dafür zwei Seiten des Glockenturms abreißen ließ) und 1824 von Francesco Cucchiari im neoklassischen Stil renoviert. Von dem Original aus dem 17. Jahrhundert ist nur noch die Marmorvase übrig, die zur Aufbewahrung von Weihwasser diente.
Kapelle der Hl. Barbara
Sie wurde auf Betreiben von Monsignore Raulo Costanzo Falletti, Vizekönig von Sardinien und Erzbischof von Cagliari, errichtet. In der Mitte der Kapelle befindet sich ein Gemälde, das die Heilige Barbara darstellt, die sich weigert, heidnische Götzen anzubeten, und das von einigen Corrado Giacquinto, von anderen einem der Brüder Carracci zugeschrieben wird. An den Seiten befinden sich Denkmäler für Raulo Costanzo Falletti und seinen Bruder Gerolamo, ebenfalls ein Vizekönig.
Kapelle der Madonna der Mercedarier
Erbaut wurde sie von Bernardo de Cariñena, einem Erzbischof, der dem Orden Santa Maria de la Merced angehörte. In der Mitte: Madonna und Heilige des Mercedarier-Ordens, Gemälde von Giacomo Altomonte. Unter der Leinwand befinden sich die Statue der Jungfrau vom Pilar und die Statue des Erzbischofs Cariñena. An den Seiten: Denkmal von Don Luigi Amat Malliano von den Baronen von Sorso, Ritter des Annunziaten-Orden, und Erzbischof Monsignore Paolo Giuseppe Maria Serci Serra, Großoffizier des Orden der Heiligen Mauritius und Lazarus.

#### Querschiff

##### Rechter Arm

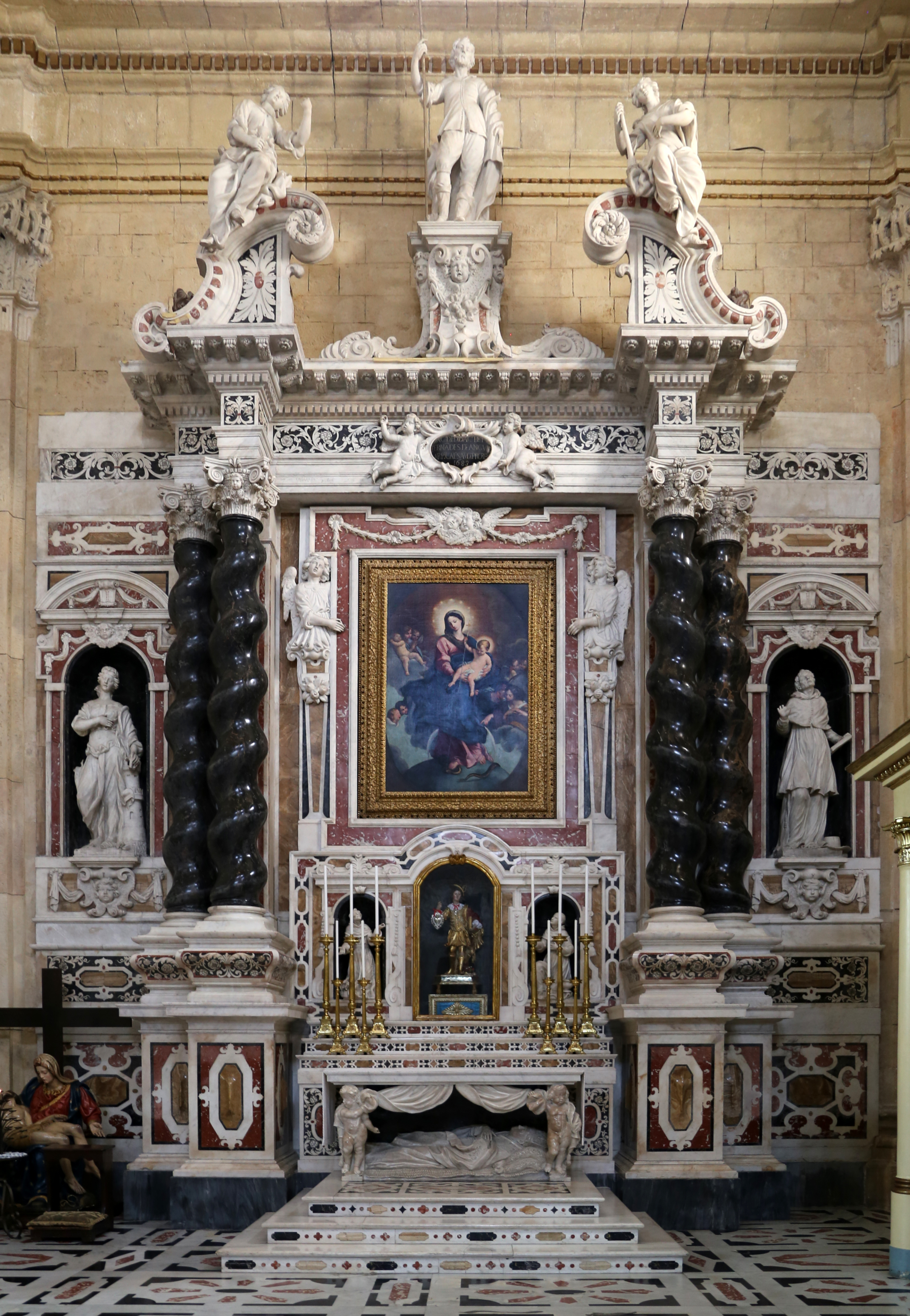
Altar des hl. Isidoro

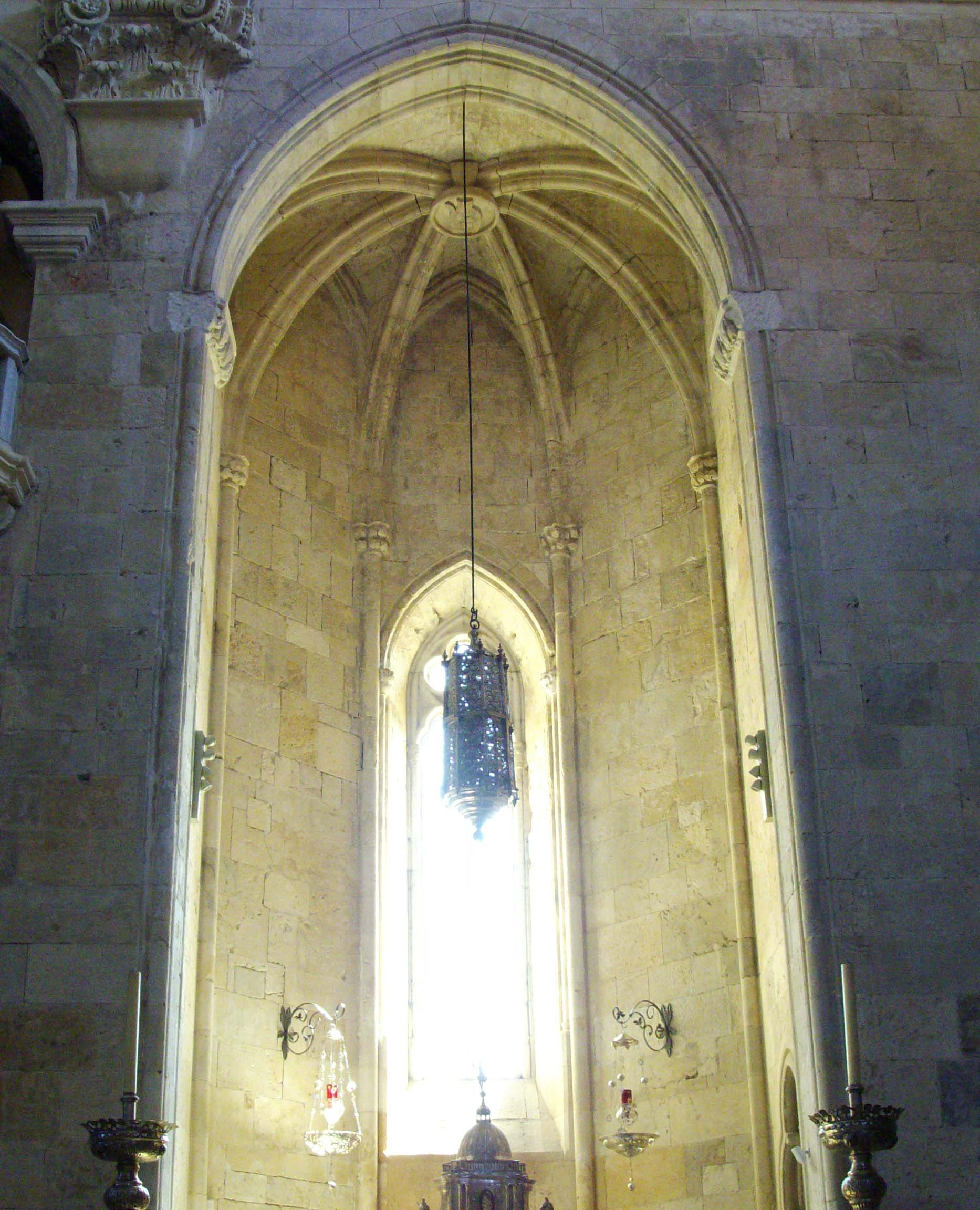
Kapelle des Heiligen Dorns

An der rechten Wand befindet sich das barocke Mausoleum des Erzbischofs von Cagliari Bernardo de La Cabra, der das erste Pestopfer der Stadt im Jahr 1655 war.
An der Rückwand befindet sich der imposante Altar des hl. Isidor, den der Erzbischof und Vizekönig von Sardinien Diego Fernandez De Angulo 1683 anlässlich der Heiligsprechung des hl. Isidor der Bauer, errichten ließ, dessen Statue sich an der Spitze des Altars befindet. In der Mitte befindet sich ein Gemälde der Unbefleckten Madonna mit Kind.
Das Gemälde wird auch Madonna der sardischen Stamenti genannt, weil das sardische Parlament am 7. März 1632 vor diesem Bild im Namen des gesamten Königreichs Sardinien schwor, die vollkommen reine Empfängnis Mariens zu verteidigen und zu lehren.
Unter dem Altartisch befindet sich das Denkmal von Diego Fernandez De Angulo; an den Seiten stehen die Statuen der Heiligen Barbara von Nikomedien, des Heiligen Bonaventura von Bagnoreggio, des Heiligen Franz von Assisi, des Heiligen Diego D’Alcalà, des Heiligen Saturnino (letzterer aus mehrfarbigem Holz, 1759 von Antonio Lonis geschaffen) und zwei Engel.
An der linken Wand, über der Tür zur Sakristei, befindet sich das Polyptychon der Kreuzigung, das zwischen 1528 und 1530 gemalt und Michael oder Pietro Cavaro zugeschrieben wird. Das Gemälde zeigt die Madonna mit Kind, die Kreuzigung Jesu, die Verkündigung, den Heiligen Hieronymus, den Heiligen Matthäus und den Heiligen Bartholomäus.
Ein Stück weiter befindet sich die Kapelle Aragonese oder Sacra Spina, die um 1328 erbaut wurde, dem Jahr, in dem die Aragonier die Burg von Cagliari in Besitz nahmen. Die Kapelle hat einen halb-oktogonalen Grundriss und ist eines der frühesten Beispiele der gotisch-aragonesischen Architektur auf Sardinien. Auf den Kapitellen, die den Spitzbogen stützen, und auf dem Schlussstein des gerippten, schirmförmigen Gewölbes ist das Wappen des Hauses Aragon zu sehen. Sie wird „della Sacra Spina“ (des Heiligen Dorns) genannt, weil in einer Nische auf der rechten Seite ein Dorn aufbewahrt wird, der der Überlieferung nach aus der Krone Christi stammt. Am Gewölbe hängt eine silberne Laterne aus dem 17. Jahrhundert.
Im nächsten Raum, der Kapelle Madonna der Gnaden, befindet sich ein Orgelpositiv aus dem Jahr 1758, das von dem Neapolitaner Carlo Mancini aus der nahe gelegenen Kirche Purissima stammt. Über dem Altar befindet sich eine Statue der Gnadenmutter. Diese Kapelle war einst dem Heiligen Saturninus, dem Schutzpatron von Cagliari, gewidmet. Der Erzbischof von Cagliari, Monsignore Ernesto Maria Piovella, dessen sterbliche Überreste 1965 vom Friedhof Bonaria hierher überführt wurden, ist in der Kapelle begraben.
Auf dem Gewölbe des rechten Arms des Querschiffs befinden sich Darstellungen der mächtigen Muttergottes und ihres Schutzes über die Sarden und der heiligen Cäcilia, ebenfalls von Filippo Figari.
Draußen im dreilappigen Bogen befindet sich ein Fragment eines römischen Sarkophags, in dem auf dem zentralen Tondo, umgeben von Putten, ein Porträt des Verstorbenen zu sehen ist.

##### Linker Arm

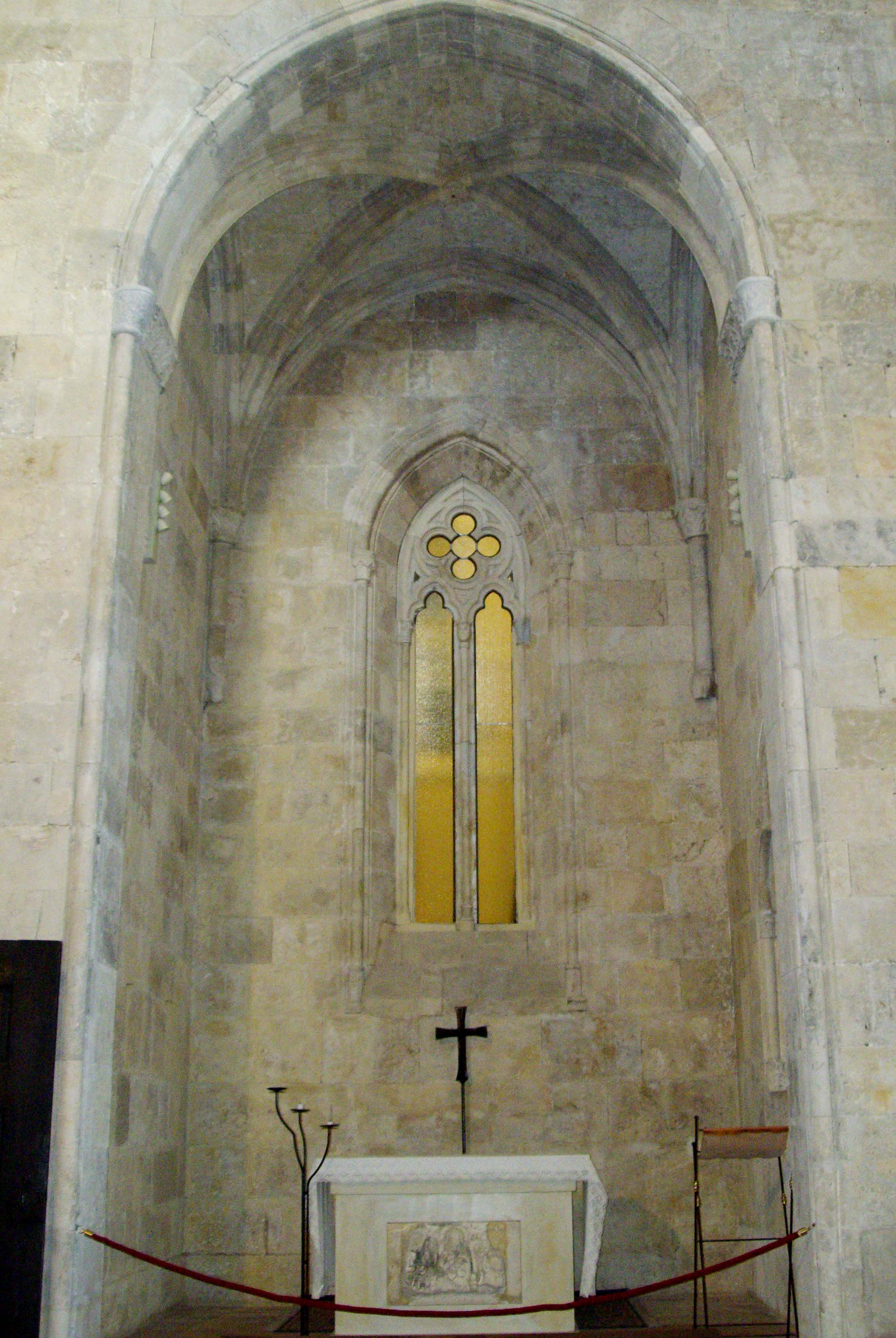
Pisana-Kapelle

An der rechten Wand des linken Arms des Querschiffs befinden sich zwei Kapellen, die symmetrisch zu den Kapellen der Madonna der Gnaden und des Sacra Spina sind. Die erste, die dem Presbyterium am nächsten liegt, ist die Kreuzkapelle aus dem 18. Jahrhundert, die vollständig mit geädertem schwarzem Marmor verkleidet ist und in deren Altar ein hölzernes Kruzifix aus dem 16. bis 18. Jahrhundert und zwei Holzstatuen aus dem 17. Jahrhundert von Hl. Sebastian und Hl. Rochus untergebracht sind. Die nächste Kapelle, die für die Werktagsmessen bestimmt ist, die so genannte Pisana-Kapelle (früher auch Herz-Jesu-Kapelle oder Kapelle des Allerheiligsten genannt) mit quadratischem Grundriss und Kreuzgewölbe im toskanischen Gotikstil, ist die älteste Kapelle der Kathedrale: Sie stammt aus den ersten beiden Jahrzehnten des 14. Jahrhunderts. Unter der Mensa befindet sich ein Fragment eines Ambo-Rednerpults aus dem 13. Jahrhundert.

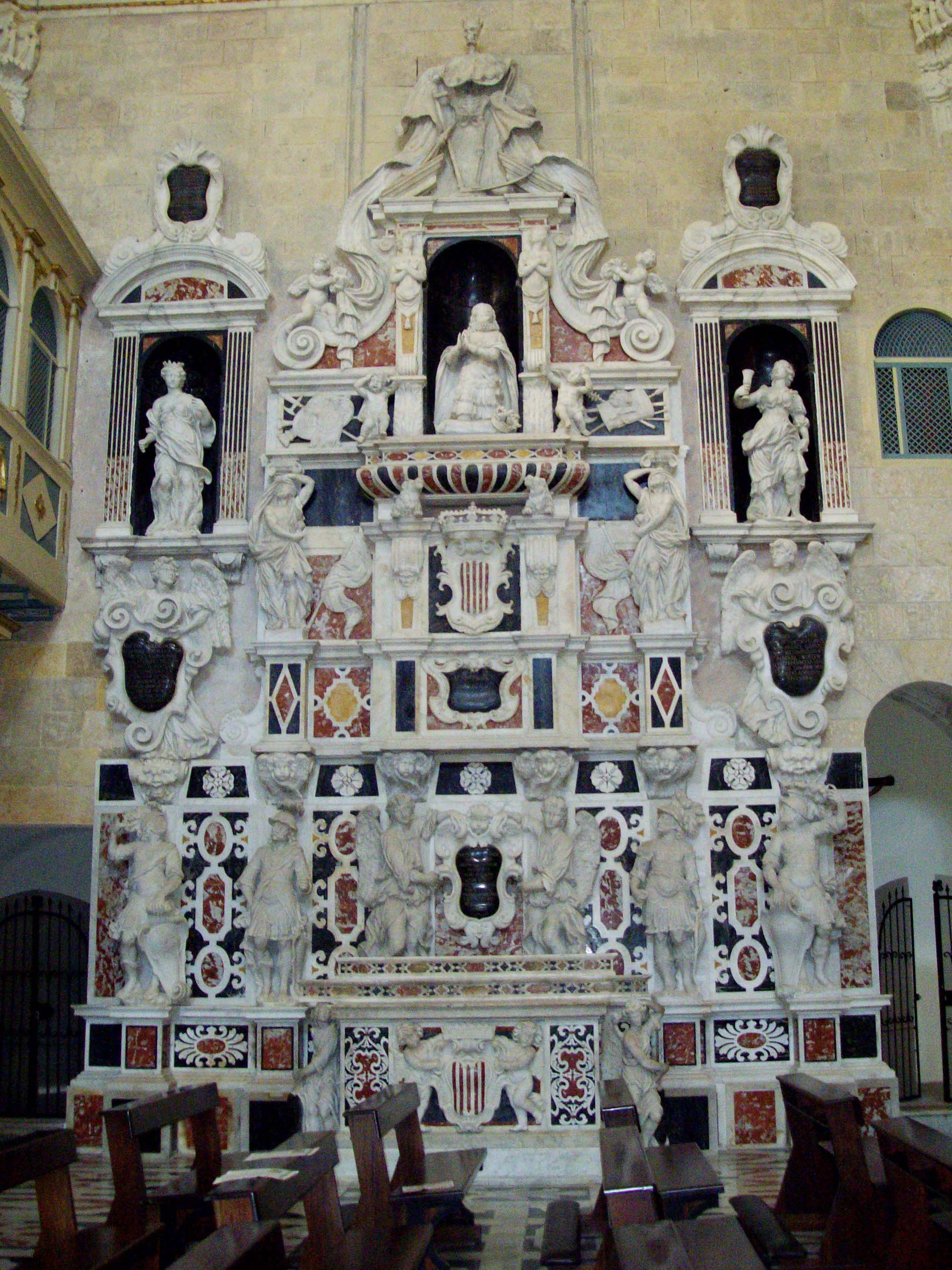
Mausoleum von Martino I di Sicilia

An der hinteren Wand befindet sich das Mausoleum von Martin dem Jüngeren, ein imposantes Grabdenkmal für Martin I. von Sizilien (1374–1409), Infant von Aragon, der 1409 während des sardisch-katalanischen Krieges an Malaria starb.
Sein Name ist mit dem Sieg in der Schlacht von Sanluri am 30. Juni 1409 gegen das Judikat Arborea und der Grausamkeit seiner Soldaten verbunden, so dass der Ort der Schlacht noch heute S’ocidroxu (das Schlachthaus) genannt wird. Der König von Sizilien erkrankte jedoch und starb am 25. Juli im Alter von 33 Jahren.
Der Schöpfer des Mausoleums, das vom ligurisch-piemontesischen Barock inspiriert ist, ist Giulio Aprile, der von 1676 bis 1680, dem Jahr der Einweihung des Mausoleums, daran arbeitete (der Leichnam von Martin wurde jedoch erst 1689 dort beigesetzt).

Unten befinden sich vier Kriegerstatuen und zwei Engel, die ein Schild halten, in der Mitte das Wappen der Könige von Aragonien und eine Inschrift mit dem Todesdatum, oben zwischen zwei Löwenstatuen die Urne mit dem Leichnam Martins und die Statuen des Königs, des Todes, der Gerechtigkeit und des Glaubens.
An der linken Wand befindet sich das Denkmal für Bischof Ambrogio Machìn, Erzbischof von Cagliari und Generalmeister des Mercedarier-Ordens, von Domenico Martini. Oben befindet sich die so genannte „Königliche Galerie“, eine hölzerne Loggia, von der aus die königliche Familie während der Zeit des Exils in Cagliari (1799–1814) die Messen besuchte.
Auf dem Gewölbe befinden sich Darstellungen von Christus dem König und dem Heiligen Saturninus von Figari.

#### Presbyterium

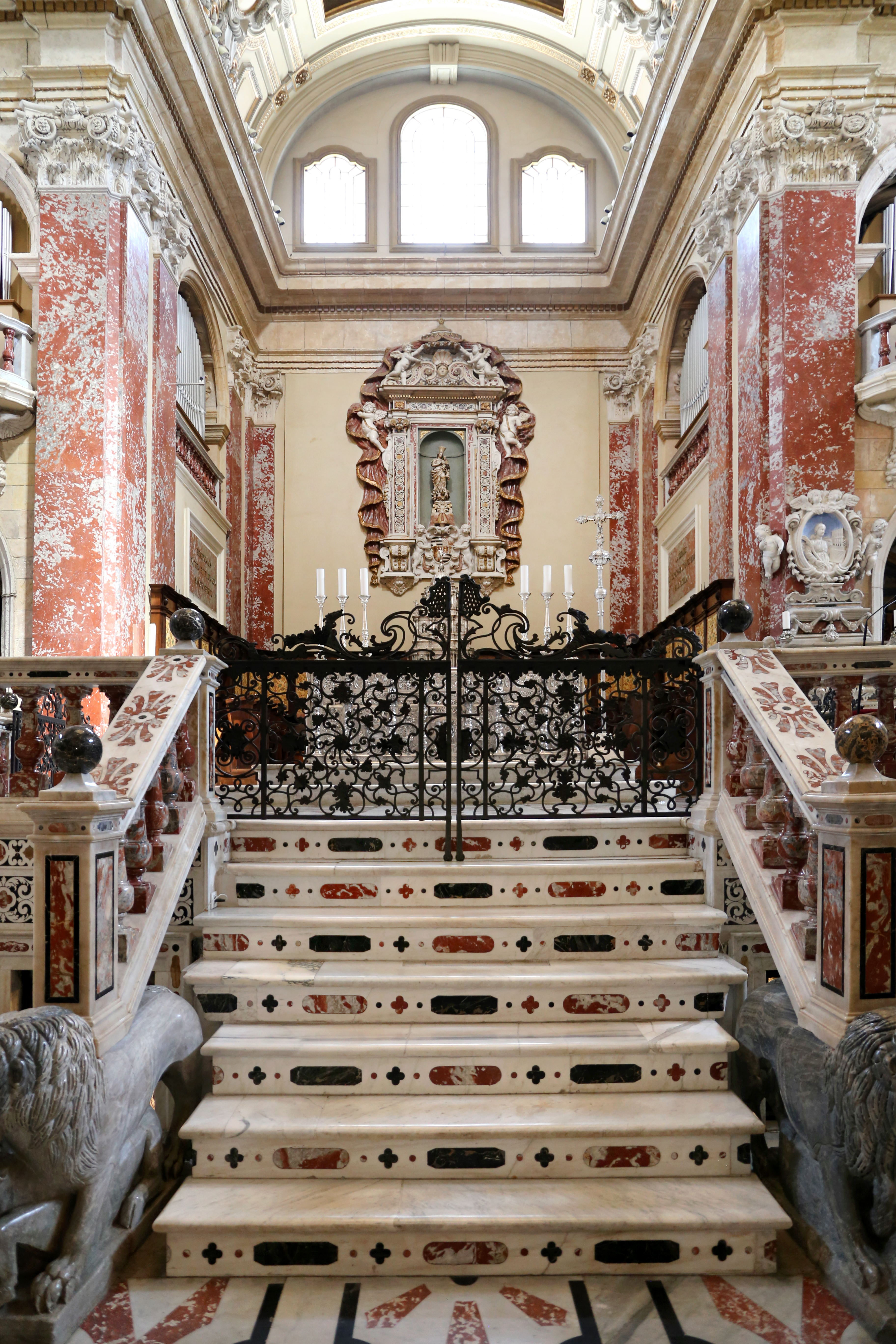
Apsis und Presbyterium

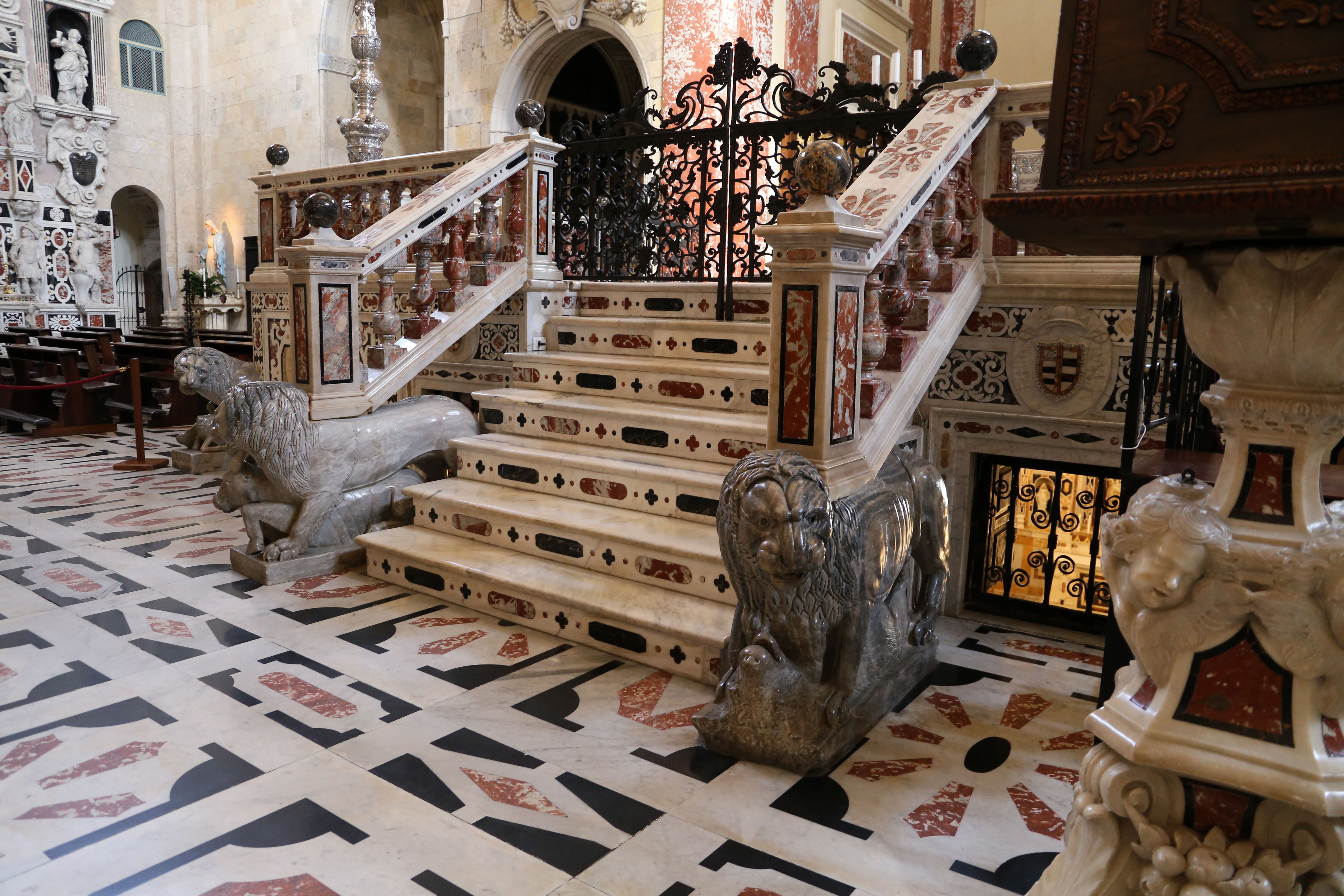
Die vier Marmorlöwen, die sich heute am Fuß der Chorbrüstung befinden, stützten ursprünglich die Kanzel von Maestro Guglielmo

Das Presbyterium der Kathedrale erhebt sich etwa eineinhalb Meter über den Boden der Kirche und ist von einer Marmorbalustrade umgeben, die mit wertvollen Intarsien verziert ist. Diese Anordnung geht auf den Erzbischof Francisco Desquivel zurück, der 1614 veranlasste, dass der Schrein der Märtyrer unter dem Presbyterium untergebracht wird.
Am Fuß der Balustrade befinden sich vier stilisierte Löwen aus der Mitte des 12. Jahrhunderts, die ursprünglich am Fuß der Säulen standen, die die Kanzel von Meister Guillermo trugen, als diese noch vollständig erhalten war.
Auf der rechten Seite befindet sich eine elegante Anrichte aus Marmor, in der Form eines Altares, die 1702 von Kanoniker Pietro Sanna angefertigt wurde und auf der oben ein Flachrelief mit dem Bild der Heiligen Cäcilia mit der Märtyrerpalme und der Orgel angebracht ist.
In der Mitte des Presbyteriums befindet sich der Hochaltar, ein einfacher Marmortisch, der von fünf Säulen aus demselben Material getragen wird. Dies ist der ursprüngliche Altar der alten romanischen Kirche, der im Laufe der Jahrhunderte, insbesondere im 17. Jahrhundert, mit zahlreichen Ornamenten verziert wurde. Das den Altar bedeckende Antependium aus geprägtem und ziseliertem Silberblech wurde Mitte des 17. Jahrhunderts in Madrid angefertigt und stellt den Heiligen Lucifer, die Heilige Cäcilie, den Heiligen Saturninus, den Heiligen Georg, den Heiligen Ephysius und den Heiligen Sebastian dar. Hinter dem Altar, zwischen ihm und dem hölzernen Chor, befindet sich ein wertvoller silberner Tabernakel aus dem Jahr 1610, ein Werk des Handwerkers Giovanni Mameli aus Cagliari. Die Arbeit für die nachkonziliare liturgische Anpassung ist Bischof Giuseppe Mani zu verdanken.
Hinter dem Altar befindet sich der hölzerne Chor aus dem 17. Jahrhundert, in dessen Mitte der mit dem Wappen des Erzbischofs Pietro Vico geschmückte Bischofsstuhl steht. An der Rückwand befindet sich eine Marmorstatue der Madonna von Monserrato in einer kostbaren Nische...
Die Kuppelsegel stellen die vier Evangelisten dar, ebenfalls von Filippo Figari, während im Gewölbe über dem Chor das Gemälde der Verherrlichung der Heiligen Cäcilia von Antonio Caboni stammt.

### Orgel
Die Kathedrale beherbergt die Mascioni-Pfeifenorgel opus 712 aus dem Jahr 1955. Sie wurde 2007 von derselben Orgelbaufirma mit elektrischer Traktur erweitert und ihre Tontechnik befindet sich in den beiden Tribünen auf beiden Seiten des Presbyteriums, während der Spieltisch im linken Arm des Querschiffs untergebracht ist. Sie hat 46 Register, die auf drei Manualen und Pedal angeordnet sind. Die Trakturen sind elektrisch.
| I Positivo aperto C–c4 |       |
| Principale             | 8′    |
| Corno di notte         | 8′    |
| Viola                  | 8′    |
| Flauto                 | 4′    |
| Principalino           | 4′    |
| Nazardo                | 2 ⁄3′ |
| Flautino               | 2′    |
| Ripieno V              | 2′    |
| Clarinetto             | 8′    |
| Tremolo                |       |

| II Grand’Organo C–c4 |        |
| Principale           | 16′    |
| Principale diapason  | 08′    |
| Principale II        | 08′    |
| Flauto               | 08′    |
| Dulciana             | 08′    |
| Flauto a camino      | 04′    |
| Ottava               | 04     |
| Duodecima            | 02 ⁄3′ |
| Decimaquinta         | 02′    |
| Ripieno grave II     |        |
| Ripieno acuto IV     |        |
| Corno inglese        | 08′    |
| Tromba               | 16′    |
| Tromba               | 08′    |

| III Espressivo C–c4 |    |  |       |    |
| Principalino        | 8′ |  |       |    |
| Bordone             | 8′ |  | Gamba | 8′ |
| Salicionale         | 8′ |  |       |    |
| Flauto              | 4′ |  |       |    |
| Fugara              | 4′ |  |       |    |
| Silvestre           | 2′ |  |       |    |
| Pienino III         | 2′ |  |       |    |
| Oboe                | 8′ |  |       |    |
| Voce corale         | 8′ |  |       |    |
| Coro viole III      |    |  |       |    |
| Voce celeste        | 8′ |  |       |    |
| Tremolo             |    |  |       |    |

| Pedale C–g1  |     |
| Contrabbasso | 16′ |
| Violone      | 16′ |
| Subbasso     | 16′ |
| Basso        | 08′ |
| Bordone      | 08′ |
| Violoncello  | 08′ |
| Ottava       | 04′ |
| Tromba       | 16′ |
| Tromba       | 08′ |
| Tromba       | 04′ |

### Krypta

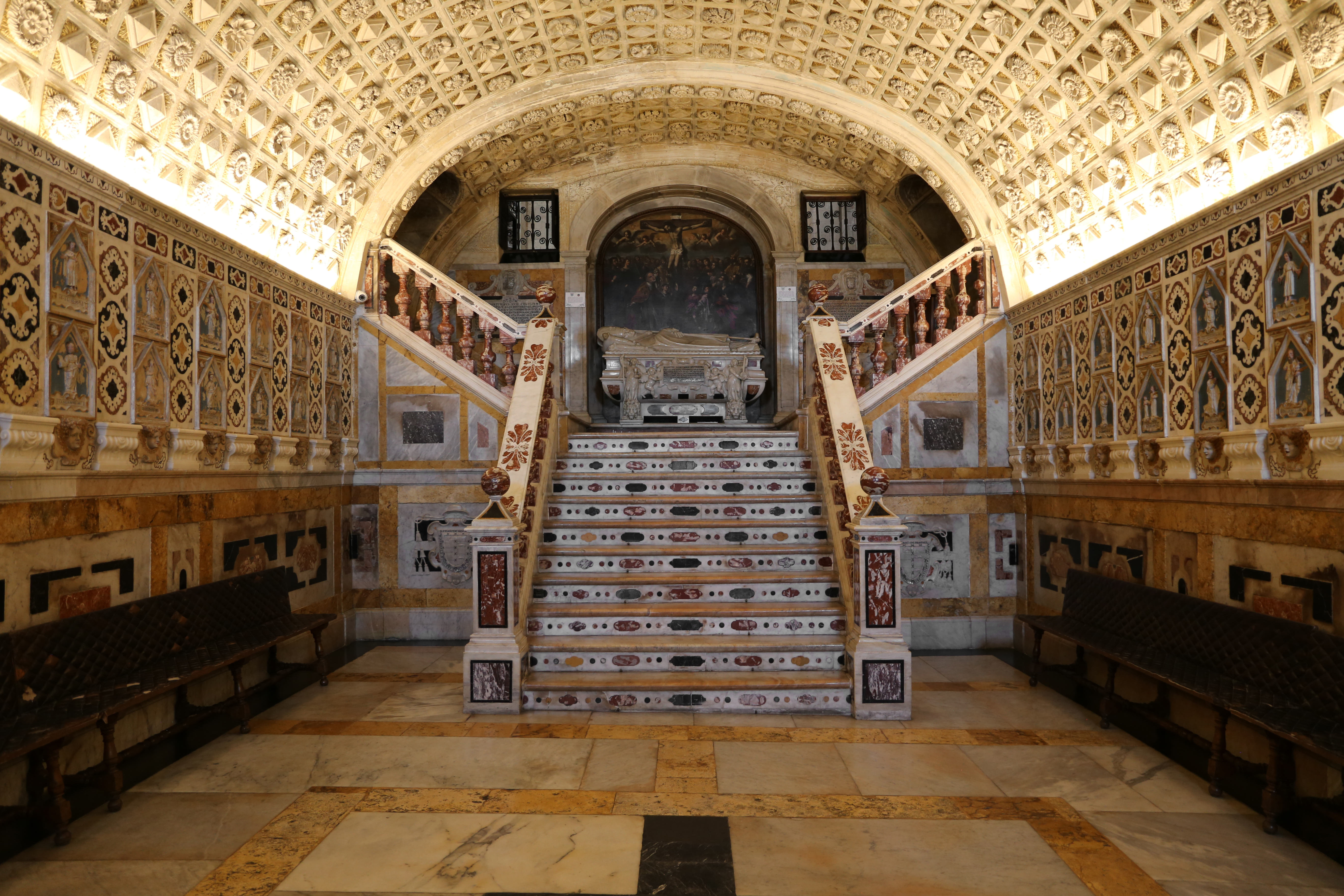
Heiligtum der Märtyrer

Unter den Marmorböden der Kathedrale befinden sich mehrere unterirdische Kammern, von denen die meisten nicht besichtigt werden können und die im Laufe der Jahrhunderte für die Beisetzung verschiedener Persönlichkeiten, darunter Erzbischöfe, Adlige und Vizekönige, genutzt wurden.

#### Heiligtum der Märtyrer
Die bekannteste Krypta und die einzige die derzeit besichtigt werden kann, ist das Heiligtum der Märtyrer. Es besteht aus drei Räumen und wurde zu Beginn des 17. Jahrhunderts im Auftrag des Erzbischofs de Esquivel unter dem Presbyterium in den Fels gegraben.

## DieSchlafende Jungfrau

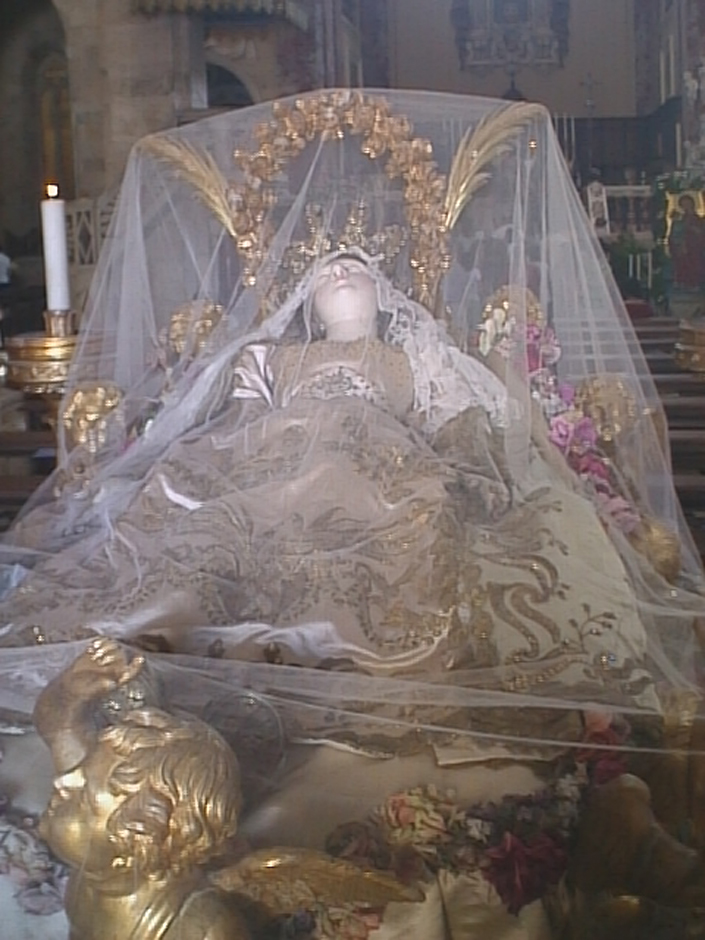
Simulacrum der Dormitio

Titularheilige der Kathedrale von Cagliari ist die Jungfrau Mariä Himmelfahrt, der die Pisaner die romanische Kirche in Castel di Castro widmeten. In der Kathedrale von Cagliari, wie auch in mehreren anderen Kirchen der Insel, ist die Verehrung der Mariä Himmelfahrt mit der eng verwandten Verehrung der Mariä Entschlafung verschmolzen. In den Tagen vor dem 15. August, dem Hochfest Mariä Himmelfahrt, und während des gesamten Oktav (der darauf folgenden Woche) wird das Simulacrum der Dormitio Virginis (der schlafenden Jungfrau Maria, die mit Leib und Seele auf die Auferstehung und die Aufnahme in den Himmel wartet) auf einer mit zehn goldenen Engeln geschmückten Katafalk im Kirchenschiff aufgestellt, um von den Gläubigen verehrt zu werden. Das Simulacrum der schlafenden Madonna, ein Werk der sizilianischen Schule des 19. Jahrhunderts, wurde von der zukünftigen Königin Maria Cristina von Bourbon-Sizilien, Ehefrau von Karl Felix von Savoyen, während des Aufenthalts des savoyischen Hofes in Cagliari (1799–1814) gestiftet. Auch heute noch wird das Simulacrum anlässlich seiner Ausstellung in der Kathedrale von Vertretern der Adelsfamilien, denen die Hofdamen von Maria Cristina in Cagliari angehörten, nämlich den Familien Amat, Manca di Villahermosa und Sanjust, in prächtige Gewänder gekleidet, um das Privileg zu bekräftigen, das ihnen von Maria Cristina für die Erfüllung dieser einmaligen Aufgabe gewährt wurde. Die hölzerne Madonnenstatue wurde der Stadtverwaltung von Cagliari gestiftet und zunächst im Rathaus neben der Kathedrale aufbewahrt. Als die Stadtverwaltung zu Beginn des 20. Jahrhunderts in den neuen Palazzo in der Via Roma umzog, wurde das Simulacrum dem Metropolitankapitel anvertraut und anschließend in der Sakristei der Kathedrale aufbewahrt.

## Diözesanmuseum
Im rechten Arm der Kathedrale befindet sich die „Capella Aragonese“, die das Diözesanmuseum in der Via Fossario beherbergt. Im Museum werden verschiedene Kunstwerke und eine Reliquie, der Heilige Dorn, der der Kathedrale Santa Maria von Papst Clemens VII. geschenkt wurde, aufbewahrt.

### Der Heilige Dorn
Der Heilige Dorn ist ein Kultgegenstand, den die Katholiken als Reliquie verehren, da er zu der Krone gehören soll, die das Haupt Jesu Christi während seiner Passion umgab. Aus alten Dokumenten, die in den Archiven des Metropolitankapitels von Cagliari aufbewahrt werden, ist bekannt, dass der Dorn zusammen mit anderen Reliquien und wertvollen Kunstwerken im September 1527 in die Hände des Erzbischofs von Cagliari, eines gewissen Gerolamo di Villanova, gelangte. Die Reliquien und andere Gegenstände, die während der Plünderung Roms aus verschiedenen Kirchen in Rom und aus der päpstlichen Wohnung gestohlen wurden, waren Teil einer Schiffsladung, das von Gaeta aus in Cagliari anlanden sollte. Kurz vor dem Einlaufen in den Hafen geriet das Schiff in einen Sturm, was diejenigen, die von dem Vorhandensein der kostbaren Ladung wussten, dazu veranlasste, dies einigen auf dem Schiff anwesenden Ordensleuten zu beichten, vielleicht in der Überzeugung, dass der Sturm ein Ausdruck des göttlichen Zorns für die frevelhaften Diebstähle war. In Cagliari angekommen informierten die Ordensleute den Erzbischof. Dieser leitete ein Verfahren ein und informierte Papst Clemens VII., damit dieser die gestohlenen Gegenstände wieder in Besitz nehmen konnte. Nachdem der Pontifex von den Tatsachen erfahren hatte, beschloss er mit päpstlichem Schreiben vom 23. Juli 1531, der Kathedrale von Cagliari einige Reliquien, darunter den Heiligen Dorn und ein wertvolles flämisches Triptychon, als Zeichen der Dankbarkeit gegenüber der Stadt zu überlassen. Dies war mit der Verpflichtung verbunden sie während des Festes Mariä Himmelfahrt auszustellen, eine Tradition, die sich bis heute erhalten hat.
Die Verehrung des Heiligen Dorns während der Aussetzung Mitte August ist mit der Möglichkeit verbunden, einen vollkommenen Ablass zu erlangen, vorbehaltlich der anderen von der Kirche festgelegten Bedingungen. Der Ablass wurde 1992 von Papst Johannes Paul II. erneut bestätigt.Il Trittico di Clemente VII e la sacra spina. In: meandsardinia.it. Abgerufen am 30. Januar 2023 (italienisch).

### Bildnerische Werke

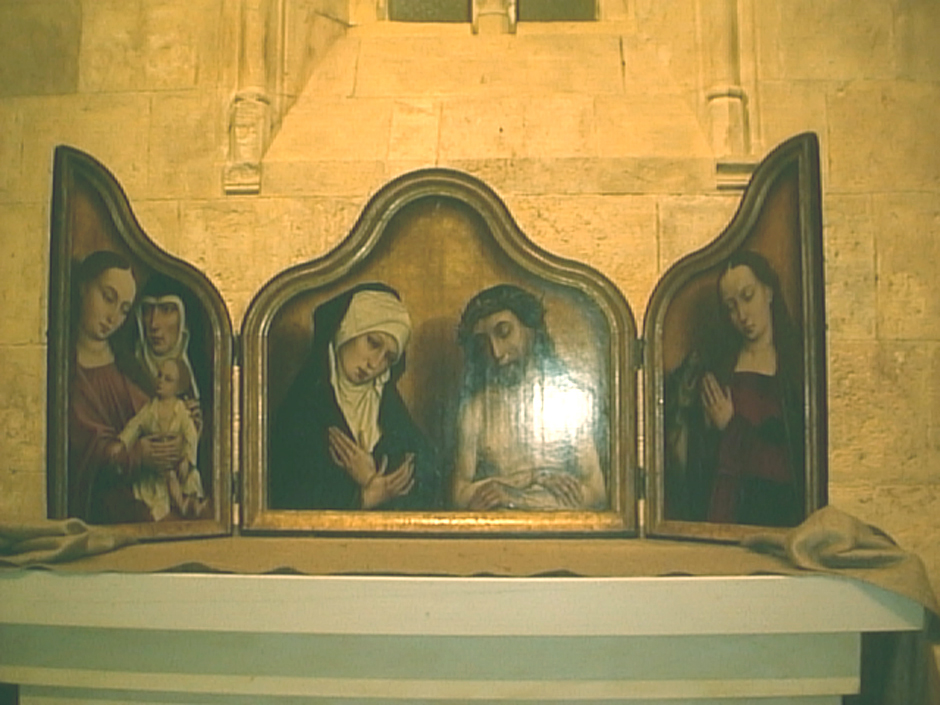
Triptychon von Clemens VII.

Das Triptychon von Clemens VII. aus dem 15. Jahrhundert, das dem flämischen Maler Rogier van der Weyden zugeschrieben wird, war im Besitz von Clemens VII., der es in seinem Schlafzimmer aufstellte. Das Triptychon war 1527 von den Landsknechten Kaiser Karls V. gestohlen worden. Das Werk besteht aus drei profilierten Bildfeldern aus bemaltem Holz, in denen die Pietà mit der trauernden Jungfrau und dem dornengekrönten Christus dargestellt ist, während links die heilige Anna, die Madonna mit dem Jesuskind und rechts die heilige Margareta mit dem Drachen zu sehen sind. Ein weiteres wichtiges Werk aus dem sardisch-iberischen Raum des 16. Jahrhunderts (1527–1550) ist das Retablo dei Beneficiati, auf dem der gekreuzigte Jesus und die beiden Schächer, der Erzengel Gabriel und der Heilige Bartholomäus dargestellt sind.